# Hospital Virgen de la Poveda
El Hospital Asociado Universitario Virgen de la Poveda en un hospital público situado en Villa del Prado, y forma parte del Servicio Madrileño de Salud (SERMAS). Es un hospital de media estancia, especializado en rehabilitación traumatológica y funcional , rehabilitación neurológica, cuidados continuos y cuidados paliativos. 

## Historia
Fue diseñado a mediados de los años 1970, y construido en los años 1976-1978, inaugurándose en julio de 1979, con el nombre de Hospital Villa del Prado. 
Inicialmente el centro funcionaba como un pabellón más del entonces Hospital Provincial de Madrid (el actual Hospital General Universitario Gregorio Marañón). Esta dependencia trae, como consecuencia de la falta de definición de la misión del centro, su uso como un lugar de descarga de problemas sociales y sanitarios de larga estancia del Hospital General Universitario Gregorio Marañón.
En 1991, se decide por parte del Servicio Regional de Salud la separación del Hospital de Villa del Prado de cualquier dependencia orgánica o financiera del Hospital General Universitario Gregorio Marañón, dotándole de organigrama y programa financiero específicos.
En 1996, y como consecuencia de la decisión de la gerencia del Servicio Regional de Salud, pasa a modificar su cartera de servicios con la oferta creciente de camas de media estancia para tratamientos rehabilitadores y enfermos tributarios de cuidados paliativos, provenientes desde entonces de todos los hospitales de agudos de la Comunidad de Madrid. Este mismo año el Hospital cambia de nombre y pasa a llamarse Hospital Virgen de la Poveda.
Se inició también un proceso de cambio que se realizó de forma paulatina, reconvirtiendo camas de larga estancia en camas de media estancia a través de su liberación mediante traslados de pacientes a residencias.
Como resultado de esta política, fue posible la habilitación, en 1997, de 40 camas de media estancia que se dedicaron al ingreso de pacientes paliativos y necesitados de rehabilitación. En años sucesivos se han puesto en marcha un total de 200 camas dedicadas a servicios de hospitalización de media estancia.
Fue en el año 1996 cuando se reformó con una modernización total de las unidades de hospitalización 1, 2, 3, y 4 de la planta baja. Posteriormente se realizó la reforma de la unidad 7 (obra en el 1.º semestre de 2005). En 2018 se reformó la unidad 5.

## Cobertura asistencial
La actividad del hospital se basa en el tratamiento de pacientes derivados desde los hospitales de agudos de la Comunidad de Madrid, que son remitidos para su tratamiento en las distintas unidades, en función de su patología, a través de la Unidad de Coordinación de Media Estancia del Servicio Madrileño de Salud, siendo la población de referencia y el ámbito geográfico del hospital toda la Comunidad de Madrid, no teniendo asignado ningún Centro de Salud.
El hospital también atiende, en régimen de internamiento, pacientes derivados para tratamiento rehabilitador de lesiones sufridas por accidentes de tráfico en función de convenios firmados por la Consejería de Sanidad.
El hospital también realiza radiografías ambulatorias prescritas por Atención Primaria, para los residentes en su zona
de influencia (Incluyendo los Centros de Salud de Cadalso de los Vidrios o el consultorio de Cenicientos, entre otros)

## Cartera de servicios
| - Geriatría - Medicina Interna - Cuidados Paliativos – Unidad de Hospitalización | - Farmacia Hospitalaria - Rehabilitación - Unidad de Telemedicina |

## Personal
En el hospital trabajan alrededor de 400 profesionales. Cuenta con:
- Área Médica - Facultativos 20
- Área Enfermería 212
- Otro personal 162

### Docencia
Es uno de los centros de referencia para la formación de profesionales sanitarios de la Universidad Alfonso X El Sabio y la Universidad Complutense de Madrid

## Instalaciones y recursos
Se encuentra sobre una parcela de 40.000 metros cuadrados, y consta de dos plantas asistenciales y sótano, con una superficie total cubierta de 20.000 metros cuadrados. La hospitalización se reparte entre 8 Unidades (4 por planta) y que constituyen cada uno de los “brazos” del edificio. Como edificios anexos se encuentran los pabellones de gerencia y administración.
El hospital dispone de:
- camas instaladas 200
- ecógrafos 1
- salas de radiografía 2

### Acceso
Al Hospital Virgen de la Poveda se puede llegar en transporte público. 
- Líneas de Autobús: Líneas desde Madrid  (Parada Príncipe Pío) 545 y 547

Se puede acceder al hospital desde Madrid por la autovía  A-5  (Autovía de Extremadura), hasta el kilómetro 32 (Salida 32) y posteriormente a través de la carretera M-507 hasta Villa del Prado. El hospital se encuentra fuera del casco urbano, en concreto a 5 km por la M-952.